# Andreas Besen

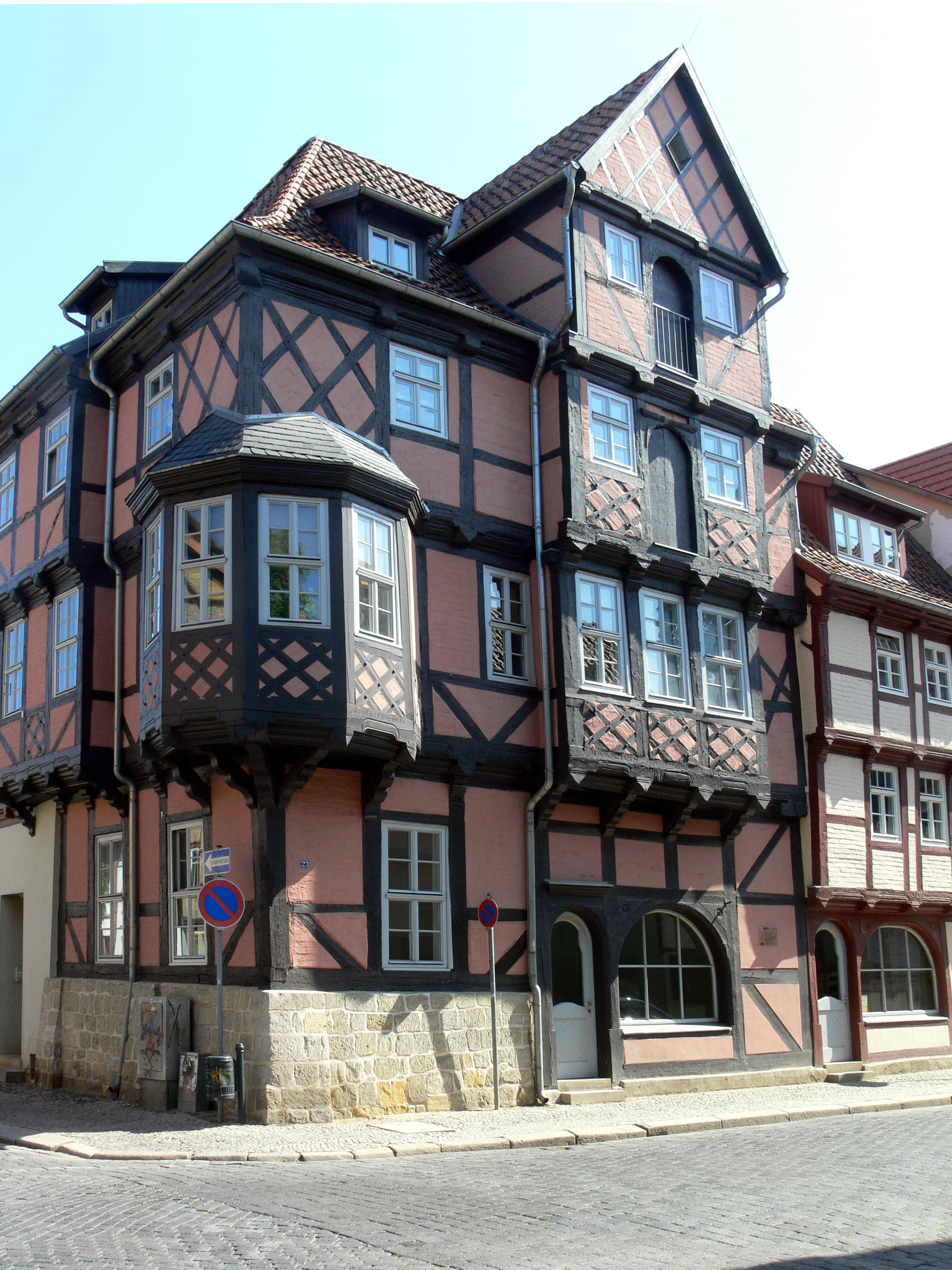
Börse, Steinweg 23 in Quedlinburg

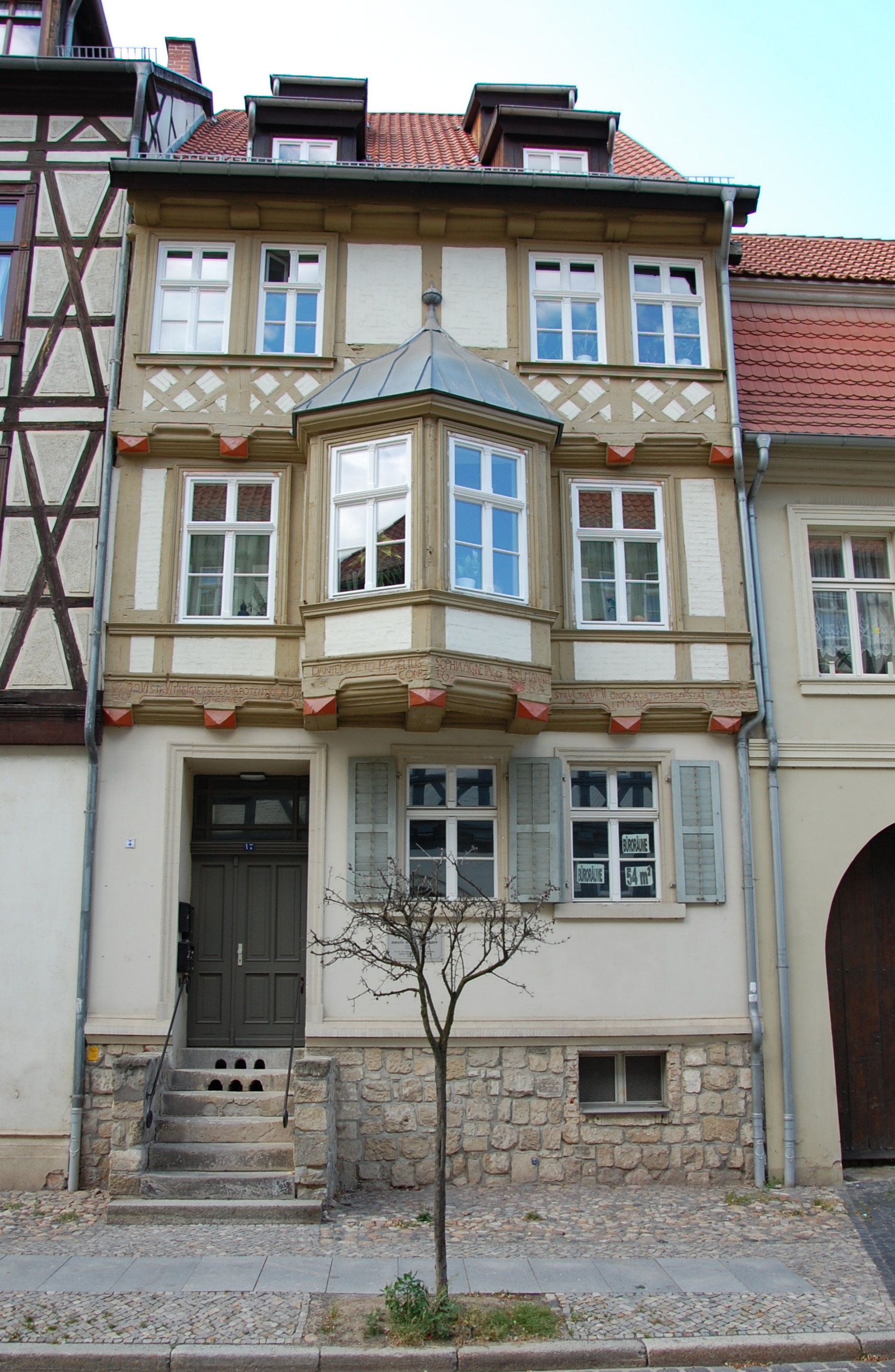
Breite Straße 17

Andreas Besen (* um 1650; † 28. Februar 1715 in der Quedlinburger Neustadt) war ein deutscher Zimmermeister und Architekt. Mehrere von ihm geschaffene Fachwerkhäuser stehen heute unter Denkmalschutz und gehören zum UNESCO-Weltkulturerbe.

## Leben
Besen heiratete am 22. Oktober 1678 die Tochter Salome des bekannten Zimmermeisters Peter Dünnehaupt. Aus der Ehe gingen zwei Kinder hervor. Am 5. September 1679 wurde Anna Regina geboren. Der Mitte 1699 geborene Joh. Jacobus starb noch im Säuglingsalter und wurde am 22. Dezember 1699 beigesetzt.
Als erstes Bauwerk Besens in Quedlinburg ist die 1683 in der Quedlinburger Neustadt entstandene Börse bekannt. Ein früherer Bau in Wegeleben aus dem Jahr 1680 könnte ebenfalls bereits auf ihn zurückgehen. Als Baumeister setzte er das Kürzel AZM ein. Auch Bauwerke mit dem Kürzel AB werden ihm zugeschrieben, da in der fraglichen Zeit kein weiterer Zimmermeister mit diesen Initialen in Quedlinburg bekannt ist. Allerdings fällt hier zum Teil eine einfachere Gestaltung auf.
Ein besonderes Merkmal seiner häufig reich verzierten Arbeiten war der Einsatz von Ziernägeln. Ab 1700 wandte er eine Aufdoppelung der Stockschwellen an, die so sehr hoch wurden. Die Bauweise in Form der Ständerreihung behielt er jedoch bei. Im Brüstungsbereich der Ständer wandte er vertiefte Rechteckflächen an.
Er starb 1715 in der Quedlinburger Neustadt.

## Bauten
Folgende Bauten Besens sind bekannt:
- Hundsrücken 8, 1680 in Wegeleben
- Steinweg 23, links, 1683
- Neuer Weg 47, 1683
- Lange Gasse 25, 1685
- Stobenstraße 24, 1685
- Augustinern 7, 1686
- Breite Straße 17, 1687
- Pölle 9, 1687
- Steinweg 9, Nordflügel, 1688
- Steinweg 89, 1689
- Steinweg 60, rechts, 1696
- Steinweg 32, 1700
- Neustädter Kirchhof, 1701, nicht erhalten